# Magnus Kolsjö
Per Georg Magnus Kolsjö, född 23 april 1972 i Södertälje församling, Stockholms län, var mellan 2016 och 2018 först vice förbundsordförande och sedan tillförordnad förbundsordförande för RFSL. Kolsjö var tidigare svensk politiker (kristdemokrat), han är uppvuxen i Kalmar och Jönköping, bosatt i Kallhäll, Järfälla kommun. Kolsjö arbetade under åren 2002 till 2006 i Kristdemokraternas riksdagskansli, först som politisk sekreterare och sedan som politiskt sakkunnig. Mellan 2006 och 2010 var han politiskt sakkunnig hos kommun- och finansmarknadsminister Mats Odell. Han var samtidigt (2007 - 2011) andre vice distriktsordförande för Kristdemokraterna i Stockholms län. 
Under valrörelsen 2010 tjänstgjorde Kolsjö som biträdande kanslichef hos Kristdemokraterna. Mellan 2011 och 2015 arbetade Kolsjö som konsult med e-förvaltningsfrågor på revisionsbolaget PwC. Sedan 2015 arbetar han som utredare på Fackförbundet ST. 
2014 blev Kolsjö invald som ersättare i RFSL:s förbundsstyrelse och ledamot av det verkställande utskottet. Han blev därmed den första person som haft ledande uppdrag inom Kristdemokraterna att bli invald i RFSL:s förbundsstyrelse. 

## Politisk karriär
Kolsjö började arbeta heltid med politik 2002. Först som politisk sekreterare på Kristdemokraternas riksdagskansli och efter 2004 som politiskt sakkunnig åt Kristdemokraternas vice partiordföranden Maria Larsson och Mats Odell samt partiets gruppledare i riksdagen Stefan Attefall. Kolsjö var mellan 2007 och 2011 andre vice distriktsordförande för Kristdemokraterna i Stockholms län. 2006- 2008 var Kolsjö ersättare i kommunfullmäktige i Huddinge kommun. Han var ledamot i kommunens jämställdhetsråd mellan 2003 och 2008. Kolsjö var tidigare ersättare i kommundelsnämnden i Vårby, ledamot i demokratiforum i Flemingsberg, nämndeman i Huddinge tingsrätt samt ersättare i socialnämnden.
Kolsjö var 2005-2006 sekreterare i Allians för Sveriges Granskning(s)grupp med ansvar att bland annat utarbeta en ny utnämningspolitik. Han anses vara en skicklig och uppslagsrik talskrivare och har kallats "partiets okrönte spinndoktor" i Magasinet Neo.
Efter valet 2006 blev Kolsjö politiskt sakkunnig år kommun- och finansmarknadsminister Mats Odell och kom att arbeta med frågor rörande förvaltningsutveckling, statlig arbetsgivarpolitik och försäljning av statliga företag. Under valrörelseåret 2010 tog Kolsjö delvis tjänstledigt från Finansdepartementet för att arbeta som biträdande kanslichef på Kristdemokraternas riksdagskansli med ansvar för att samordna och kvalitetssäkra framtagandet av politiskt material
Inför valet 2010 utmanade Kolsjö Kristdemokraternas sittande landstingsråd i Stockholm Stig Nyman men förlorade
När Mats Odell fick avgå som statsråd efter valet 2010 slutade också Kolsjö att arbeta heltid med politik. 
Kolsjö återkom till partipolitiken i samband med valet till Europaparlamentet 2019 då han kandiderade för Kristdemokraterna. Senare på hösten blev han vald till förbundsordförande för Öppna Kristdemokrater i samband med att organisationen bildades.  
Under 2021 representerade Kolsjö Kristdemokraterna i 2020 års valutredning. 
Sedan valet 2022 är Kolsjö invald som ersättare i kommunfullmäktige i Järfälla kommun där han också är ersättare i kommunstyrelsen och ordinarie ledamot i kommunstyrelsens planutskott.  

## Politiska frågor
Kolsjö har arbetat med många olika frågor inom Kristdemokraterna: jämställdhetspolitik, landsbygdsfrågor,förvaltningspolitik, näringspolitik samt it- och e-förvaltningsfrågor. Han var också pådrivande för att Kristdemokraterna skulle ta ställning för att avskaffa tv-avgiften.
Efter att ha arbetat med frågor kring homo- och bisexuellas samt transpersoners rättigheter internt i partiet under flera år var Kolsjö 2010 en av initiativtagarna till att Kristdemokraterna för första gången deltog i Stockholm Pride med en egen programpunkt. Inför Kristdemokraternas riksting 2011 skrev han flera motioner med hbt-inriktning bland annat en om avskaffande av steriliseringskravet för transpersoner som han skrev gemensamt med Caroline Szyber och Erik Slottner. 
I samband med Stockholm pride 2011 fick Kolsjö, gemensamt med Caroline Szyber och Erik Slottner, motta RFSL Stockholms Regnbågspris för sitt engagemang i hbt-frågor. Att Kolsjö, Szyber och Slottner valde att motta priset var inte helt okontroversiellt inom Kristdemokraterna och de fick bland annat ta emot kritik från riksdagsledamoten Tuve Skånberg som menade att priset visar att pristagarna inte representerar sitt parti.

## Vice förbundsordförande för RFSL
Kolsjö valdes till vice förbundsordförande för RFSL vid förbundets kongress i Malmö 2016. En av de frågor han valde att lyfta när han valdes var arbetet för hbtq-flyktingars rättigheter. I ett uttalande sa han "RFSL ska vara en stark röst för de hbtq-personer som söker skydd i Sverige. Vi ska ta debatten med de som vill stänga gränser, förhindra familjeåterförening och lägga hinder i vägen för de som flyr undan hot och våld. Ingen ska tvingas att leva i garderoben för att tillfredsställa politiska lappkast. Tillsammans ska vi hjälpa människor att inte bara komma ut utan också att få komma in och kunna leva med lust som den de är."

## Priser och utmärkelser
2011 belönades Magnus Kolsjö med RFSL-Stockholms pris Regnbågspriset tillsammans med Erik Slottner och Caroline Szyber.